# Кронсхаген
Кронсхаген (њем. Kronshagen) општина је у њемачкој савезној држави Шлезвиг-Холштајн. Једно је од 165 општинских средишта округа Рендсбург. Према процјени из 2010. у општини је живјело 11.981 становника. Посједује регионалну шифру (AGS) 1058092.

## Географски и демографски подаци
Кронсхаген се налази у савезној држави Шлезвиг-Холштајн у округу Рендсбург. Општина се налази на надморској висини од 14 метара. Површина општине износи 5,4 km². У самом мјесту је, према процјени из 2010. године, живјело 11.981 становника. Просјечна густина становништва износи 2.239 становника/km².

## Међународна сарадња
| Мјесто   | Држава | Врста сарадње | Од    |
| -------- | ------ | ------------- | ----- |
| Апенраде | Данска | пријатељство  | 1983. |
| Извор    |        |               |       |